# Kamień runiczny z Rö

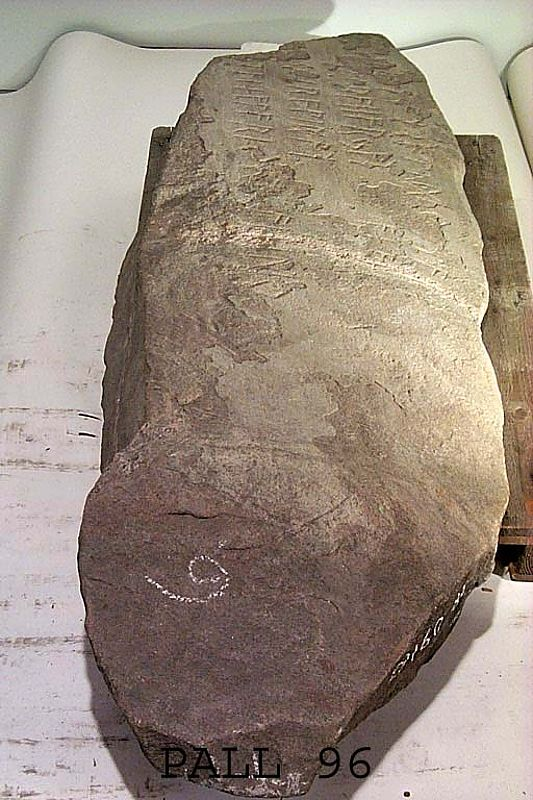
Kamień runiczny z Rö

Kamień runiczny z Rö (Bo KJ73 U) – kamień runiczny pochodzący z Rö na wyspie Otterö w szwedzkiej prowincji Bohuslän. Obecnie znajduje się w zbiorach Statens historiska museum w Sztokholmie, w miejscu jego odkrycia postawiono natomiast kopię.
Głaz ma 1,7 m wysokości, 0,65 m szerokości i grubość 0,2 m. Datowany jest na V wiek. Miejsce jego pierwotnej lokalizacji nie jest znane. Został odkryty w 1919 roku, stanowił wówczas część muru.
Kamień zachował się w złym stanie, jego powierzchnia jest mocno wytarta, co sprawia poważne trudności przy rekonstrukcji zapisanego na nim tekstu. Napis, wyryty w fuþarku starszym, biegnie w czterech liniach. Proponowany odczyt:
ek hra/R/aR satido /s/tain/a/
swabaharjaR anaxxxr
s/a/irawidaR
/ek/ stainawarijaR fahido
co tłumaczy się jako:
Ja, Hrarr postawiłem (ten) kamień na (tym miejscu/brzegu?). Swabaharjar pokryty ranami (zdradzony?). Ja Steinarr malowałem.
Imię Swabaharjar oznacza dosłownie „swebskiego wojownika”, natomiast Steinarr „posiadacza/strażnika kamieni” i prawdopodobnie określało kamieniarza/rytownika run. Głaz był przypuszczalnie kamieniem nagrobnym, wystawionym ku czci jakiegoś swebskiego dostojnika lub kupca, który wpadł w zasadzkę i zginął.